# 施瓦察赫 (福拉尔贝格州)
施瓦察赫（德語：Schwarzach）是奥地利福拉尔贝格州布雷根茨县的一个市镇。总面积4.91平方公里，总人口3515人，人口密度715.9人/平方公里（2005年）。